# Siropeons
Els siropeons (en grec antic Σιροπαίονες) eren una antiga tribu de Peònia que vivia a la ciutat de Siris (actualment Serres) i a la plana de l'Estrímon.
Eren una de les vuit (segons Heròdot) o deu (segons Tucídides) tribus que formaven el poble dels peons. Estaven situats entre els bisaltes i els odomants, que eren al sud, els sints al nord, l'Estrímon a l'est, els maedi a l'oest i una cadena muntanyosa els separava de Crestònia. Tenien la capital a Siris. El sàtrapa Megabazos els va vèncer en una batalla l'any 486 aC, i els perses els van expulsar del seu territori cap a l'Àsia Menor, a Cilícia, on van fundar algunes ciutats.